# Sonate pour piano à quatre mains de Poulenc
Pour les articles homonymes, voir Sonate pour piano à quatre mains.
La Sonate pour piano à quatre mains est une œuvre de Francis Poulenc pour piano à quatre mains composée en 1918.

## Présentation
La Sonate pour piano à quatre mains est composée en 1918 et publiée en 1919 par Chester. Elle connait une version révisée en 1939.
Elle est constituée de trois brefs mouvements qui forment plus un mini-triptyque qu'une sonate.
Pour Ernest Ansermet, l’œuvre est écrite « dans un style mélodique et harmonique très clair et concis, dépouillé et cru, qui dénote une connaissance réfléchie de Stravinski, mais animé d'un esprit très français : ce même esprit de finesse qu'il y a dans Ravel, quoique autrement manifeste, un peu de la gaieté de Satie (voyez le Finale), et ici et là un certain abandon (sixième mesure du Rustique), qui fait penser à Chabrier ».
La Sonate pour piano à quatre mains est créée le 21 décembre 1918 à Paris, lors d'un concert « Lyre et Palette » financé et organisé par Blaise Cendrars, Pierre Bertin et Félix Delgrange.

## Structure
La Sonate, dédiée à la pianiste Simone Tilliard, une amie d'enfance nogeantaise du compositeur, est constituée de trois mouvements « faits de cette clarté et de cette transparence chère à Poulenc » :
1. Prélude (Modéré) ;
2. Rustique (Naïf et Lent) ;
3. Final (Très vite).

Sa durée moyenne d'exécution est de six minutes environ.
Dans le catalogue des œuvres du compositeur, la pièce porte le numéro FP 8.